# William Bulmer
Pour les articles homonymes, voir Bulmer.
William Bulmer est un typographe, éditeur et imprimeur britannique. Né à Newcastle le 13 novembre 1757, il est mort le 9 septembre 1830 à Clapham.

## Biographie
Il débute comme apprenti chez un imprimeur et s'y lie d'amitié avec Thomas Bewick. À Londres, il travaille chez l'éditeur John Bell (1745–1831) et y rencontre George Nicol qui avec John Boydell a conçu une édition somptueuse des œuvres de Shakespeare. Nicol le retient alors comme typographe pour le projet (1790).
En 1796, Bulmer publie aussi une édition in-quarto du Chase de William Somerville. John Bewick y conçoit toutes les gravures que son frère Thomas exécute.

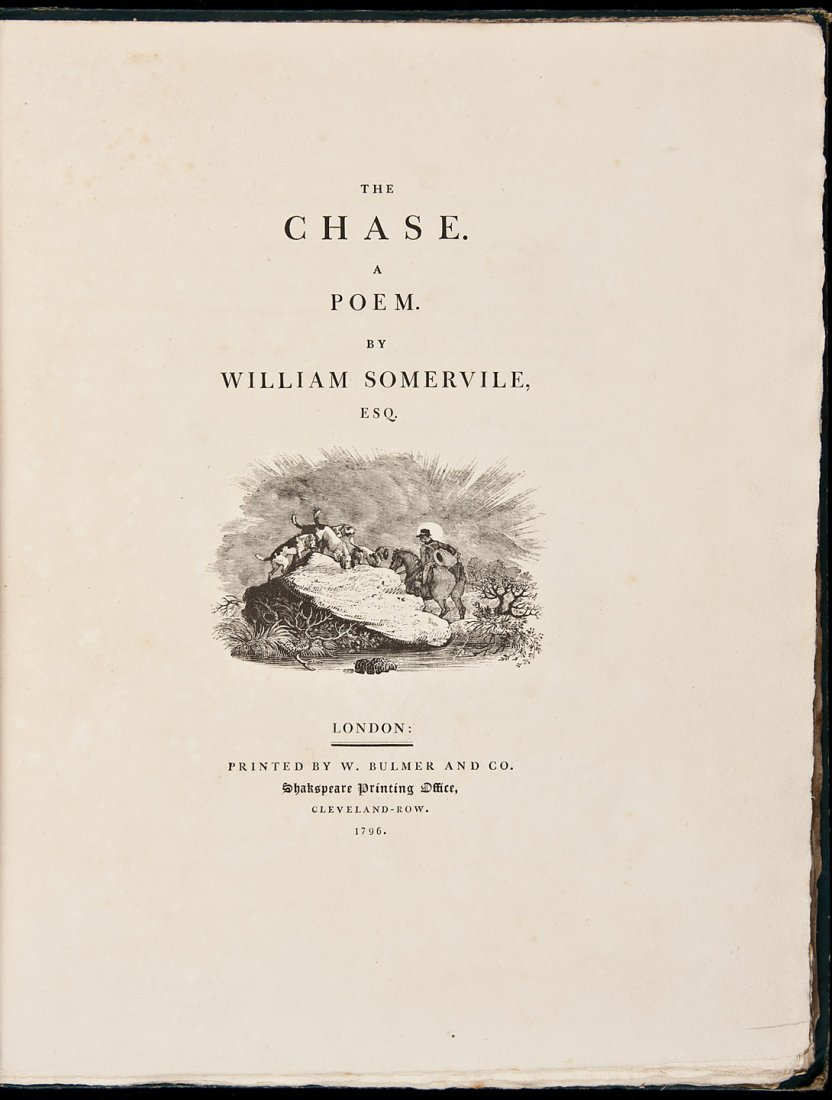
Édition de The Chase de Sommerville par Bulmer en 1796.

Bulmer publiera ainsi plus de 600 ouvrages jusqu'à sa retraite en 1819. Il fut l'éditeur des écrits de la Compagnie britannique des Indes orientales, de la Royal Society, du British Museum et du Roxburghe Club.

## Quelques éditions
- Perse (1790)
- Milton (3 vol. 1793-1797)
- Shakespeare (9 vol. 1794-1804)
- Museum Worsleyanum de Richard Worsley (qui lui coûta 27 000 livres sterling) (1797)
- Francis Blomefield (1805)
- Matthew Flinders (1814)